# Ryszard Sobczak
Ryszard Tadeusz Sobczak (Zgorzelec, 1967. november 2. –) világbajnok, olimpiai és Európa-bajnoki ezüstérmes lengyel tőrvívó. Felesége Anna Sobczak olimpikon tőrvívónő.